# MediaGuru
MediaGuru – czeski portal informacyjny, poświęcony zagadnieniom z zakresu mediów, marketingu i reklamy.
Serwis powstał w 2007 roku. Witrynę prowadzi agencja mediowa PHD we współpracy z innymi agencjami należącymi do grupy Omnicom. W 2010 roku agencja PHD wydała publikację MediaGuru offline, która zawiera słownik marketingowy oraz informacje na temat planowania kampanii reklamowych i zasad funkcjonowania agencji mediowych. W 2012 roku witryna była trzecim serwisem poświęconym mediom i marketingowi pod względem czytelnictwa na rynku czeskim.
Według stanu na 2020 rok funkcję redaktora naczelnego pełni Martina Vojtěchovská.